# Tháp củ hành

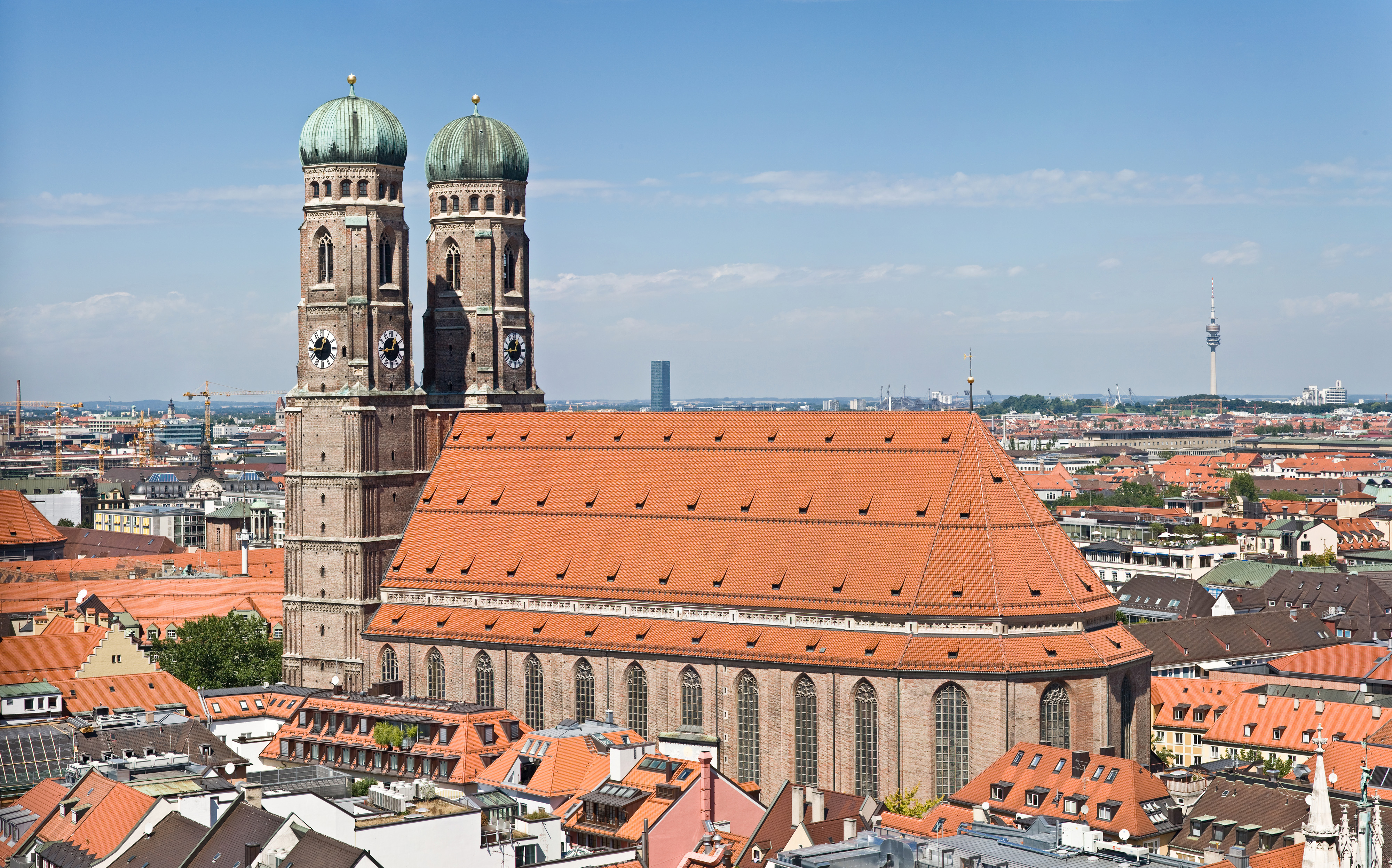
Frauenkirche ở München (tháp củ hành từ năm 1525)

Tháp củ hành là một tòa tháp được trùm với một mái vòm củ hành. Nó thường là  tháp nhà thờ có đỉnh được làm theo hình củ hành. Phần dưới của đỉnh là hình củ như tháp của Nhà thờ St. Basil ở Moscow.

## Lịch sử

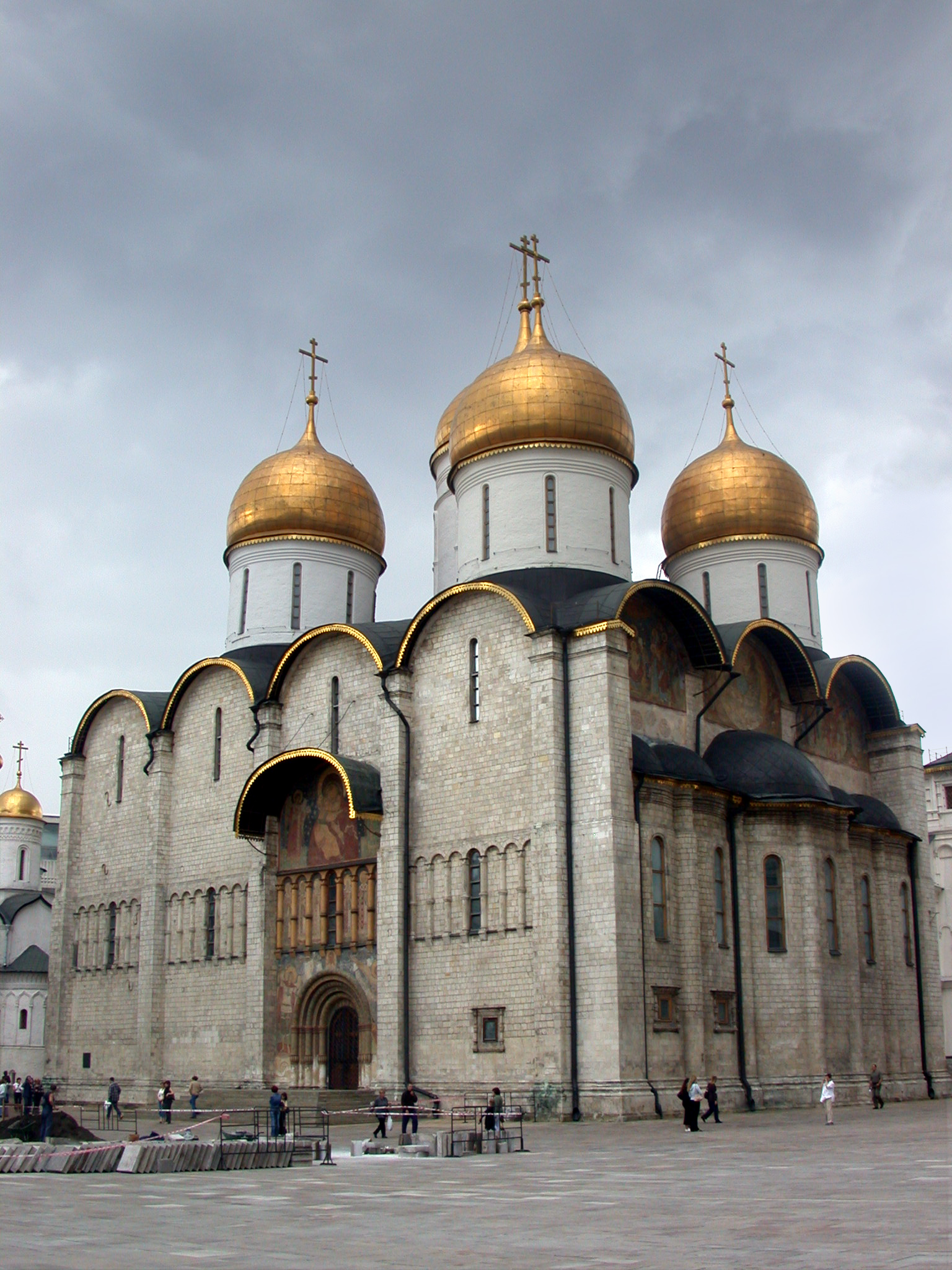
Nhà thờ Assumption (1475–1479)

Những tháp củ hành cổ nhất trong khu vực văn hóa Chính thống giáo Cơ đốc có thể được tìm thấy ở Nhà thờ Assumption (1475–1479) ở Moscow.
Tháp củ hành tương đối phẳng của Münchener Frauenkirche được thiết kế vào khoảng năm 1525 theo thiết kế của Jörg von Halspach, được cho là lấy cảm hứng từ nhà thờ Madonna dell'Orto chịu ảnh hưởng của kiến trúc Byzantine ở Venice. Những tháp củ hành ở Bayern sau này dốc hơn,  do đó có hình củ hành hơn. Có nhiều giả thuyết về nguồn gốc của dạng mái vòm củ hành này. Một mô hình có thể là mũ sắt Ottoman, được biết đến ở châu Âu sau cuộc xâm lược của Thổ Nhĩ Kỳ vào năm 1529. Nhưng những ảnh hưởng của Ý, có thể bắt nguồn từ kiến trúc Byzantine, cũng có thể được phản ánh trong đó.
Tháp củ hành đầu tiên như vậy ở miền nam nước Đức được xây dựng bởi Hans Holl (1512–1594) vào năm 1576 tại nhà thờ của tu viện St. Maria Stern ở Augsburg. Con trai ông Elias Holl sau đó đã lên kế hoạch xây dựng hai mái vòm củ hành cho Tòa thị chính Augsburg.
Sau những thiệt hại do Chiến tranh Ba mươi năm gây ra, nhiều nhà thờ ở miền nam nước Đức đã được xây dựng lại với tháp củ hành. Mái vòm củ hành trở thành một yếu tố hình thức điển hình của kiến trúc baroque ở miền nam nước Đức. 

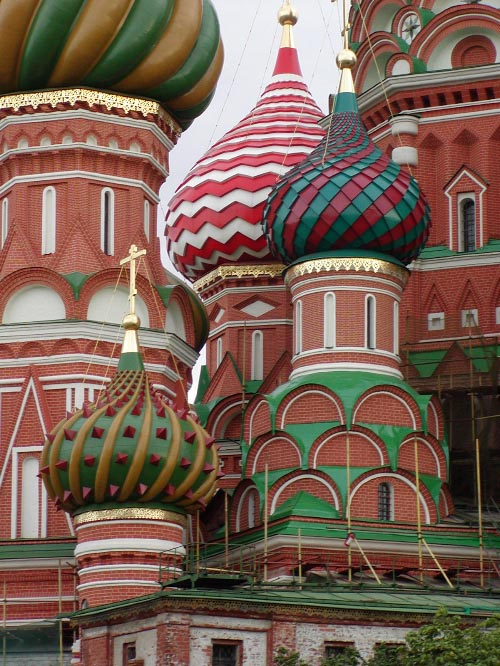
Nhà thờ thánh Basil ở Moscow (1552–1561)

Năm 1561, Nhà thờ thánh Basil được hoàn thành, nó giống những mái vòm ở Bayern hơn là những mái vòm ở Constantinople. Hình dạng củ hành dốc có ưu điểm là tuyết dễ dàng tách khỏi mái nhà hơn.

## Thực hiện

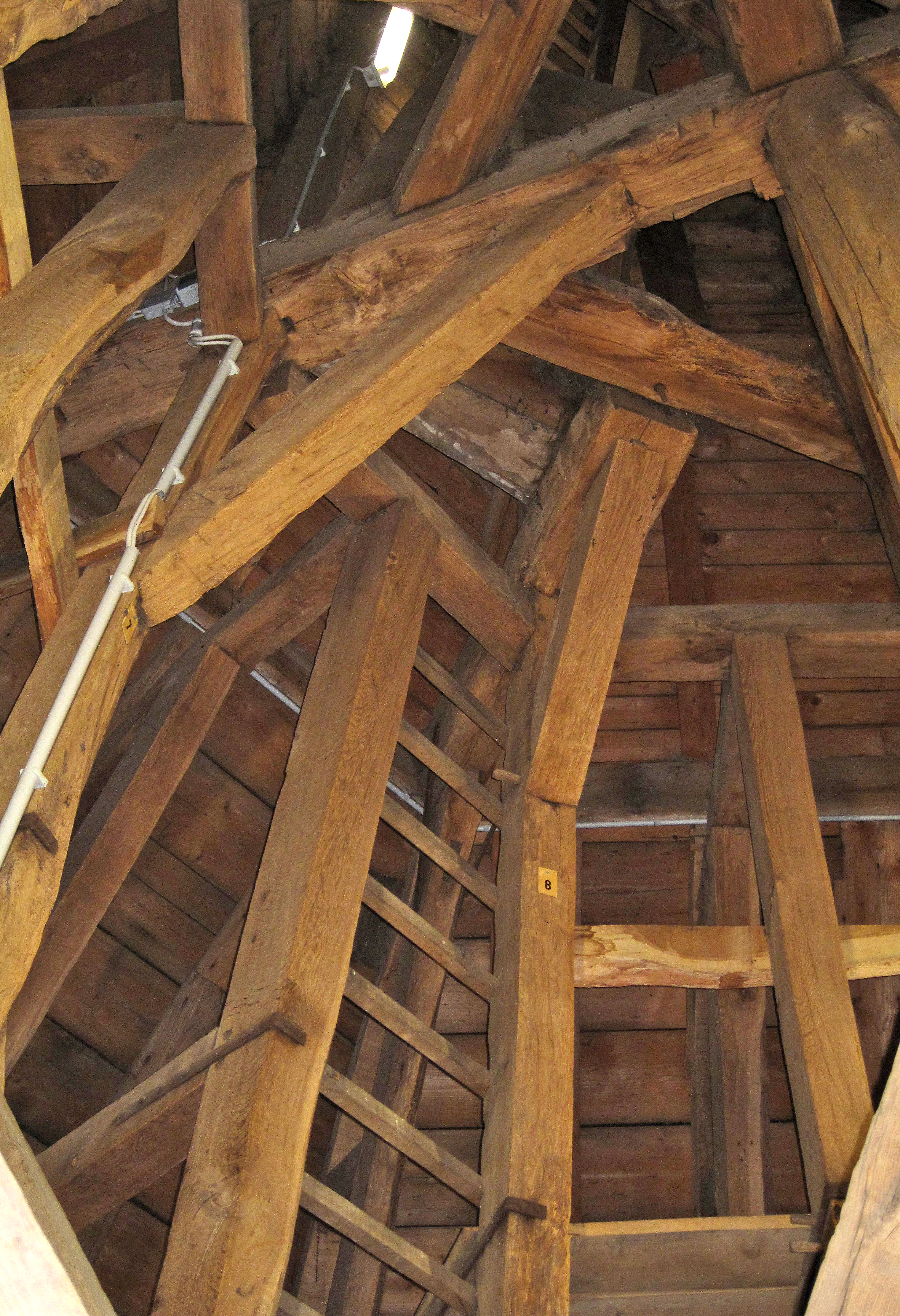
Khung gỗ một mái vòm củ hành

Những  mái vòm củ hành đòi hỏi những kỹ năng đặc biệt của thợ mộc vì hình dạng phức tạp của chúng. Các mái vòm củ hành được bao phủ bằng đồng tấm hoặc đá phiến.
Cấu trúc truyền thống của một mái vòm củ hành bao gồm nhiều lớp đồng tấm  được rèn; Do đó, các mái vòm củ hành cũ thường có thể được nhận ra bởi màu xanh của chúng (x. Lớp gỉ đồng, hydroxide đồng , cacbonat đồng).

## Phổ biến

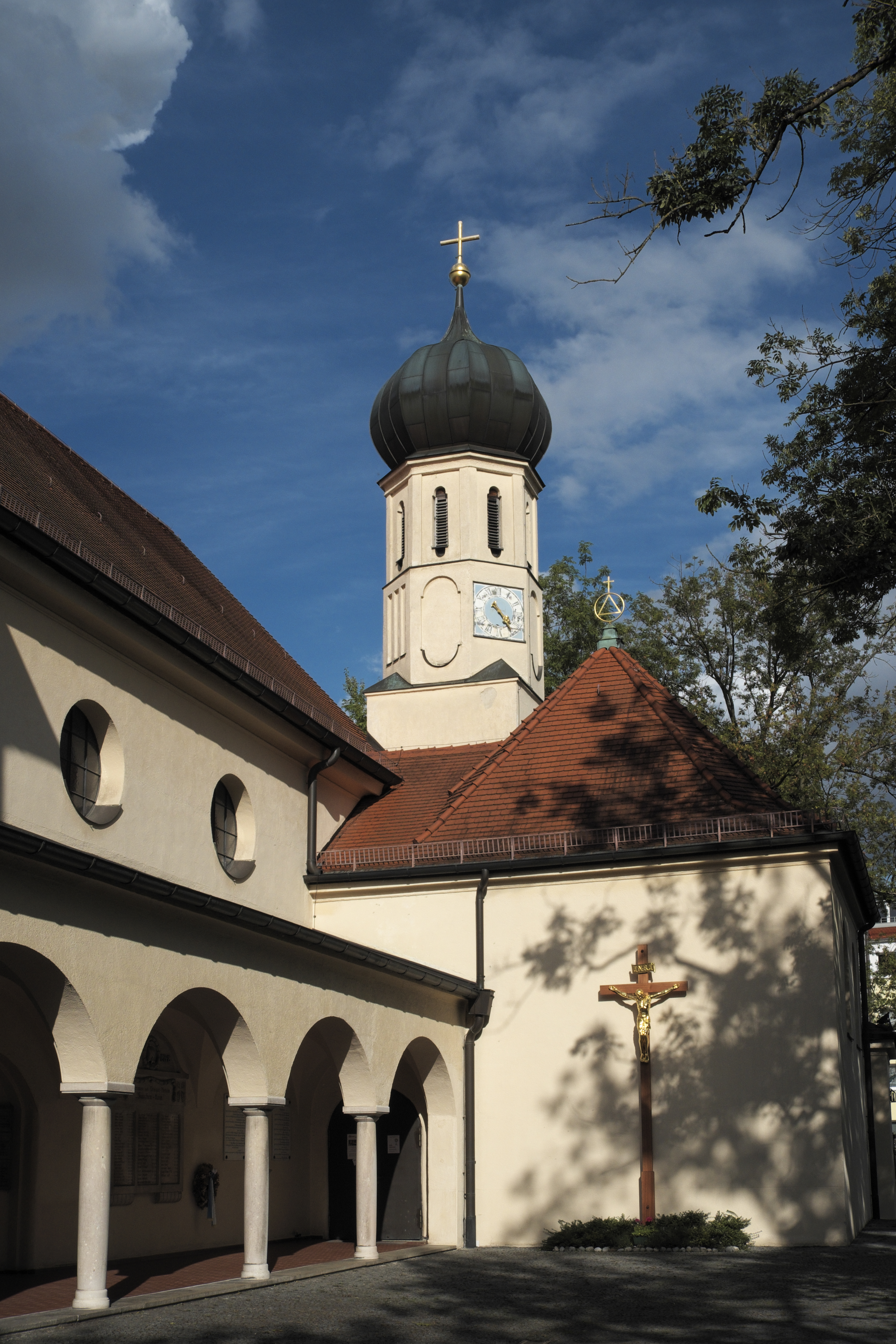
St. Ulrich in Laim

Tháp củ hành phổ biến rộng rãi ở các vùng nói tiếng Đức, chủ yếu là ở các bang phía nam của Đức, ở Áo và ở Nam Tyrol, thuộc Ý, nơi đạo Công giáo chiếm đa số. Chúng là đặc điểm tiêu biểu của các nhà thờ baroque. Những mái vòm củ hành tại các tòa nhà nhà thờ Chính thống giáo ở các nước thuộc Liên Xô cũ và Bulgaria cũng nổi tiếng khắp thế giới. Các nhà thờ chính thống với mái vòm củ hành thường có thể được tìm thấy trong các khu nghỉ dưỡng sức khỏe quốc tế, nơi các quý tộc Nga thường đến.

## Hình ảnh các tháp củ hành tiêu biểu

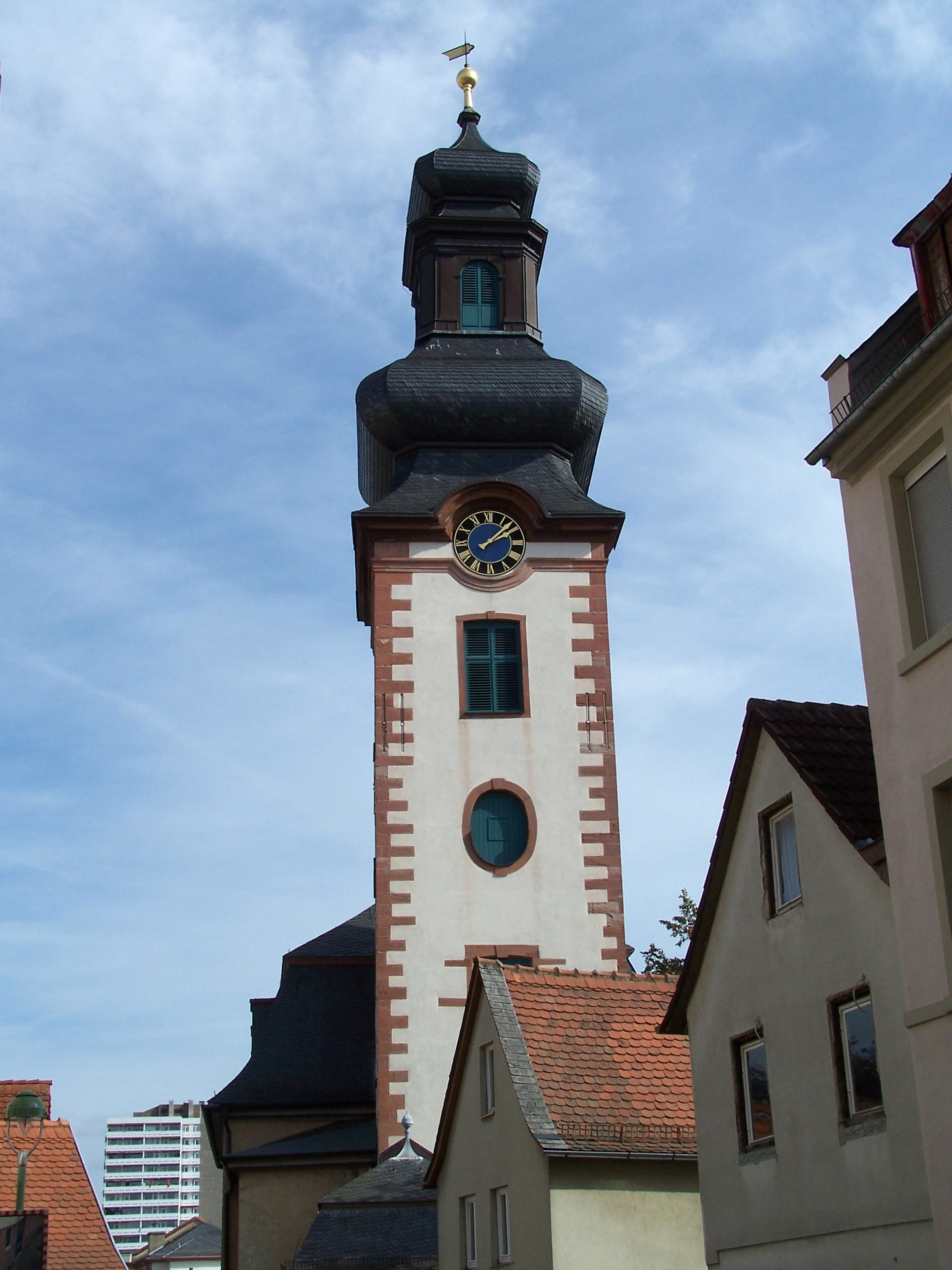
Tháp Johanniskirche (Zwiwwelkerch) ở Frankfurt-Bornheim

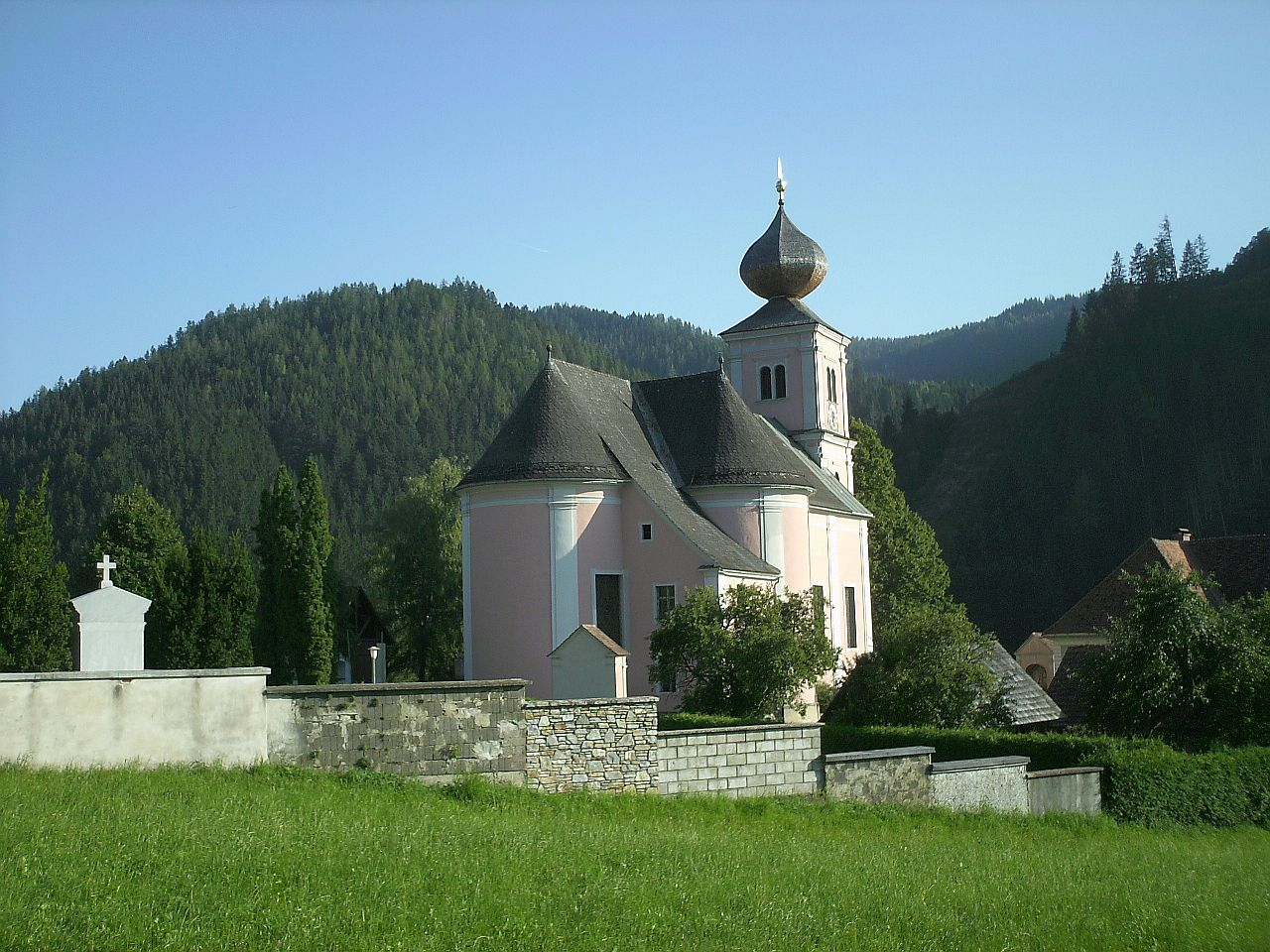
Tháp củ hành của Katharinenkirche ở Stanz im Mürztal, Áo

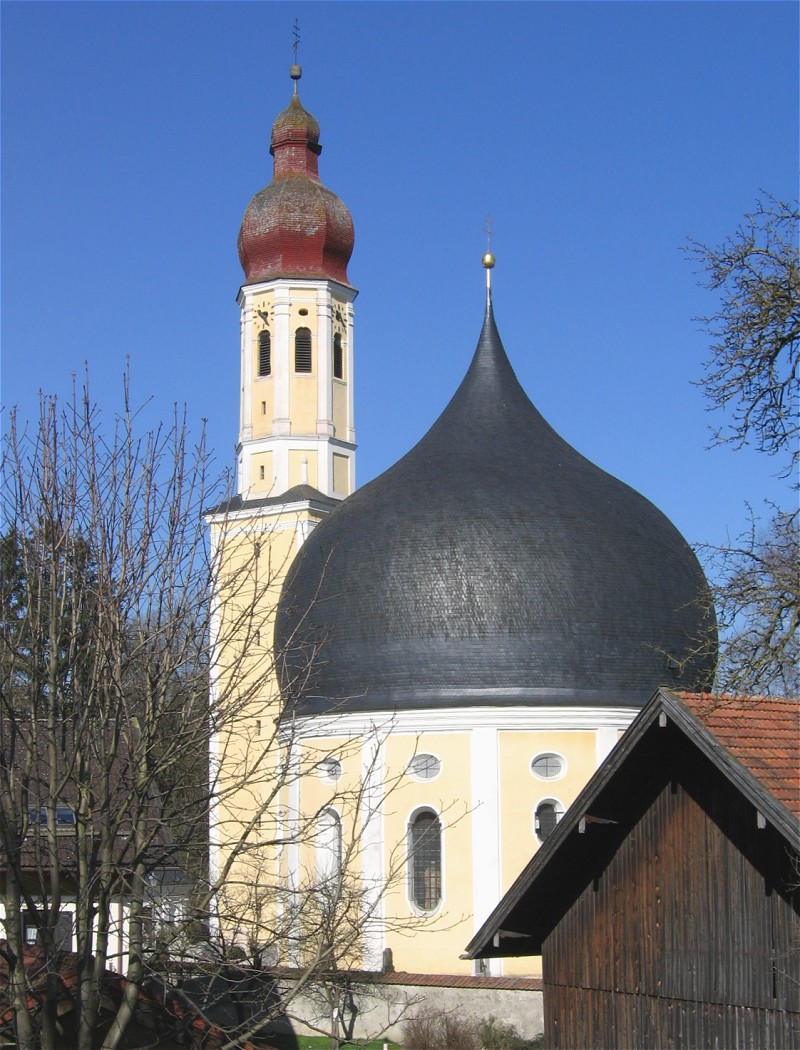
St. Johann Baptist und Heilig Kreuz, Westerndorf